# Innenried
Innenried ist ein Ortsteil der Stadt Zwiesel im niederbayerischen Landkreis Regen.

## Lage
Innenried liegt im Bayerischen Wald auf einer Erhebung einen Kilometer westlich von Zwiesel.

## Geschichte
Das von landwirtschaftlichen Betrieben geprägte Dorf wird in einer Urkunde des Jahres 1409 erstmals erwähnt. Um 1800 gab es einen Viehbestand von 7 Pferden, 32 Ochsen, 36 Kühen, 82 jungen Rindern, 9 Schafen und 13 Ziegen. Ab dem 19. Jahrhundert gehörte Innenried zur ehemaligen Gemeinde Klautzenbach.
Die Dorfkapelle wurde im Jahr 1851 erbaut. Ihr Stifter ist Florian Koller, der 1775 auf dem gegenüber der Kapelle liegenden Kollerhof in Innenried geboren wurde und als bischöflicher Dechant in Straubing verstorben ist. Das Altarbild zeigt Maria als Königin der Engel. Heute ist die 1989/1990 generalsanierte Kapelle im Besitz der Stadt Zwiesel.
1867 zählte Innenried 18 Häuser und 139 Einwohner. 
Im Zuge der Gemeindegebietsreform kam Innenried bei der Eingemeindung der Gemeinde Klautzenbach am 1. Oktober 1971 zur Stadt Zwiesel. Wichtigster Verein des Ortes ist die Freiwillige Feuerwehr Innenried. Sie löste sich 1931 aus der 1911 gegründeten Gemeinschaftswehr der Gemeindeteile Innenried und Klautzenbach. Daneben gibt es seit 2003 einen Eisschützenverein, den EC Blauweiß Innenried.
Seit Innenried an das Kanalnetz und die Wasserversorgung der Stadt Zwiesel angeschlossen ist, hat sich der Ort beträchtlich entwickelt. Zu den sechs Gehöften kamen zehn neue Wohngebäude hinzu. Der von der Stadt Zwiesel errichtete Kinderspielplatz wurde zum neuen Dorfmittelpunkt. Eine gewisse Rolle spielt der Agrotourismus nach dem Prinzip Ferien auf dem Bauernhof. In unmittelbarer Nähe liegen die Ausflugsziele Hennenkobel und Stockauwiesen. Am 31. Dezember 2006 hatte Innernried 199 Einwohner.